# Gera jezik
Gera jezik (ISO 639-3: gew; gerawa), jezik afrazijske porodice zapadnočadske skupine, kojim govori oko 200 000 ljudi (1995 CAPRO) u nigerijskoj državi Bauchi, uključujući i grad Bauchi.
Jezik gera pripada užoj skupini A.2. bole-tangale, i podskupini pravih bole jezika.  Pripadnici naroda Gera ili Gerawa uz materinski služe se i jezikom hausa [hau], i najutjecajnije su pleme u državi Bauchi.

## Vanjske poveznice
- Ethnologue (14th)
- Ethnologue (15th)